# Nicolas-Théodore de Saussure

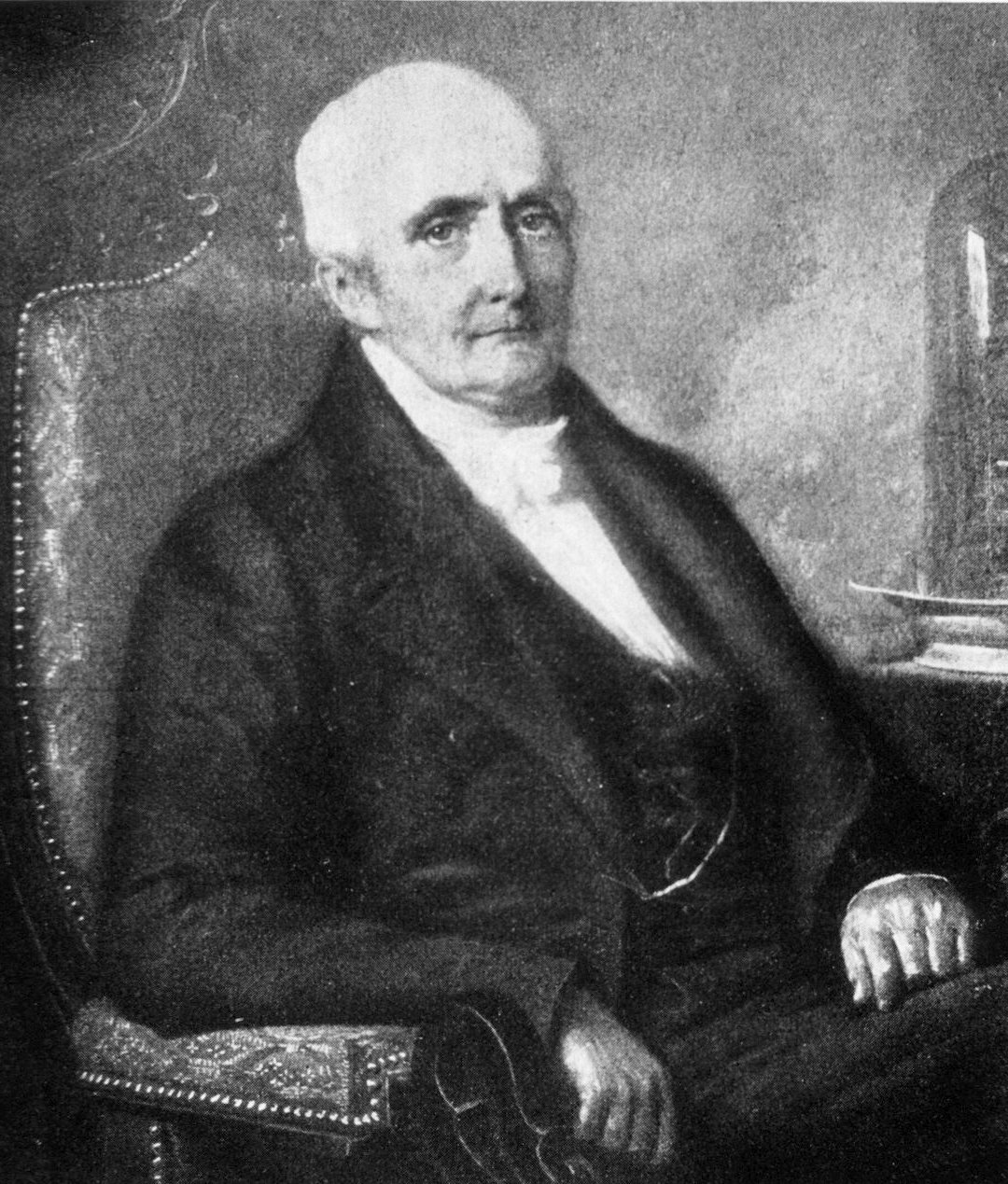
Nicolas-Théodore de Saussure.

Nicolas-Théodore de Saussure, född 14 oktober 1767 i Genève, död där 18 april 1845, var en schweizisk naturforskare; son till Horace-Bénédict de Saussure, farbror till Henri de Saussure.
Saussure sysselsatte sig först med fysiska uppgifter, särskilt lufttätheten på olika höjder, och biträdde sin far med iakttagelser på Mont Blanc och Col du Géant. Han var en kort tid professor i mineralogi och geologi i Genève och blev rådsherre där, men vann sin största berömmelse genom växtfysiologiska forskning och var en av näringsfysiologins grundläggare. 
Till Saussures viktigaste resultat, som huvudsakligen framlades i Recherches chimiques sur la végétation (1804), hör främst, att koldioxid, vars upptagande av växterna redan visats av Jan Ingenhousz och Jean Senebier, nu genom kvantitativa bestämningar påvisades vara ett näringsämne för växten, jämte den upptäckten, att därmed förenar sig vatten till ett byggnadsmaterial och att mineralsalter är oumbärliga för näringsprocessens fullbordan. Saussure var även en av de första, som i ammoniak antog en kvävekälla för växterna.
I mars 1792 namngav han mineralet dolomit efter Déodat Gratet de Dolomieu.